# Эрнандес, Фульхенсио
Фульхенсио Эрнандес Кар (исп. Fulgencio Hernández Car; род. 1 января 1941, Сан-Луис-Хилотепек, Халапа) — гватемальский легкоатлет, выступавший в беге на длинные дистанции и марафонском беге. Участник летних Олимпийских игр 1968 года, чемпион Центральной Америки 1971 года, бронзовый призёр чемпионата Центральной Америки 1970 года.

## Биография
Фульхенсио Эрнандес родился 1 января 1941 года в гватемальском городе Сан-Луис-Хилотепек.
В 1968 году вошёл в состав сборной Гватемалы на летних Олимпийских играх в Мехико. В марафоне занял 52-е место, показав результат 3 часа 40,2 секунды и уступив 40 минут 13,8 секунды завоевавшему золото Мамо Волде из Эфиопии.
В 1970 году стал бронзовым призёром чемпионата Центральной Америки в Гватемале в беге на 10 000 метров (33 минуты 21,7 секунды).
В 1971 году завоевал золото чемпионата Центральной Америки в Сан-Хосе в полумарафоне (1:12.32,0).
В 1975 году участвовал в Панамериканских играх в Мехико, где занял в марафоне 11-е место (2:51.19).